# Macrognathus tapirus
Macrognathus tapirus és una espècie de peix pertanyent a la família dels mastacembèlids.

## Descripció
- Fa 17,9 cm de llargària màxima.[1]

## Alimentació
Menja insectes i crustacis.

## Hàbitat
És un peix d'aigua dolça, bentopelàgic i de clima tropical.

## Distribució geogràfica
Es troba a Àsia: Indonèsia i Tailàndia.

## Observacions
És inofensiu per als humans.